# Névérték
A névérték (vagy címlet) névleges vagy név szerinti érték. Közgazdasági/pénzügyi fogalom. A névérték és a forgalmi (piaci) érték egymástól eltérhetnek.

## Pénzjegyeknél
Egy pénzjegynek az a szám a névértéke (címlete), amelyet a kibocsátáskor feltüntetnek.
Magyarországon az 1990-es évek elején a kárpótlási jegynek  sajátos tulajdonsága volt, hogy a kibocsátáskori névértékét is változónak kellett tekinteni, mégpedig az Országos Kárrendezési Hivatal által havonta közzétett és a közzétételt követő naptári hónap első napjától jóváírható kamattal növekedett.

## Bélyegeknél
A postabélyegeket mint postai értékcikkeket rendszerint értékjelzéssel látják el – ez általában az a névérték, amelyen a bélyeget a postaszervezet árusítja. Az össznévérték a két vagy több darabból álló bélyegsorozat, blokk vagy kisív egyes darabjai névértékének az összege. Az UPU 1969-es tokiói kongresszusának határozata szerint a külföldre menő bélyegeken a névértéket arab számmal is fel kell tüntetni.
Feláras bélyeg össznévértékébe beleszámít a felár is. Hazánkban első alkalommal 1913-ban – a Krassó-Szörény vármegyei árvízkárosultak javára – jelent meg  feláras bélyeg. Ezt követően több alkalommal kerültek forgalomba adománygyűjtő, jótékonysági célokat szolgáló  magyar bélyegek.
Előfordul, hogy a bélyeg eladási árába befoglalják az egyéb postai szolgáltatás díját is. Így például az 1954-es magyar Jókai blokk 5 forintos eladási ára tartalmazta a bélyegkiállítás belépődíját is – a blokk ennek ellenére 1 forint névértékű.
Előfordul, hogy a bélyegen nem szerepel értékjezés, tehát névérték sem. Így például 2022. március 30-tól a Magyar Posta az ukrajnai krízis menekültjeinek megsegítésére értékjelzés nélküli feláras forgalmi bélyeget árusít. A felárból befolyó összeg a Magyar Ökumenikus Segélyszervezet közreműködésével jut el a rászorulókhoz.

## Értékpapíroknál
A névérték az értékpapírok alapértéke. Amennyiben hitelviszonyt megtestesítő értékpapírról van szó, úgy a névérték a kölcsönadott tőke értékét fejezi ki, amennyiben pedig tagsági viszonyt megtestesítő értékpapírról beszélünk, úgy a részesedés mértékét.
Egy részvény névértéke a társaság alapításakor vagy az alaptőke emelésekor kibocsátott részvény értékét jelenti. A társaság nyilvántartott jegyzett tőkéje illetőleg az egyes részvényesek részesedése a részvények névértékéből számítható ki. A részvény ugyan nem váltható vissza névértéken, ám a részvényes másodlagos piacon (tőzsdén) értékesítheti azt, ún. piaci értéken. A piaci érték adott esetben a névérték sokszorosa is lehet.